# Listă de filme de groază din 2015
Aceasta este o listă de filme de groază din 2015.
| Titlu                                                                   | Regizor                                              | Distribuție                                                                          | Țara                                                           | Note          |
| ----------------------------------------------------------------------- | ---------------------------------------------------- | ------------------------------------------------------------------------------------ | -------------------------------------------------------------- | ------------- |
| The Atticus Institute                                                   | Chris Sparling                                       | Rya Kihlstedt, William Mapother, Harry Groener                                       | Statele Unite ale Americii                                     | [ 1 ]         |
| Darkest Day                                                             | Dan Rickard                                          | Dan Rickard, Chris Wandell, Samantha Bolter, Richard Wilkinson, Christianne Van Wijk | Regatul Unit al Marii Britanii și al Irlandei de Nord          | [ 2 ]         |
| The Gallows                                                             | Chris Loffing                                        |                                                                                      | Statele Unite ale Americii                                     | [ 3 ]         |
| Insidious: Chapter 3                                                    | Leigh Whannell                                       | Stefanie Scott, Dermot Mulroney                                                      | Statele Unite ale Americii                                     | [ 4 ]         |
| He Never Died                                                           | Jason Krawczyk                                       | Henry Rollins, Booboo Stewart, Steven Ogg                                            | Statele Unite ale Americii                                     | [ 5 ] [ 6 ]   |
| Maya                                                                    | Jawad Bashir                                         | Ahmed Abdul Rehman, Hina Jawad, Zain Afzal, Sheikh Mohammad Ahmed, Anam Malik        | Pakistan                                                       | [ 7 ]         |
| Monsters                                                                | Guo Hua                                              | Liu Qing, Zhou Haodong, Wu Yanyan                                                    | Republica Populară Chineză                                     | [ 8 ]         |
| Poltergeist                                                             | Gil Kenan                                            | Sam Rockwell, Rosemarie DeWitt                                                       | Statele Unite ale Americii                                     | [ 9 ]         |
| The Woman in Black 2: Angel of Death                                    | Tom Harper                                           | Phoebe Fox, Helen McCrory, Jeremy Irvine                                             | Canada · Regatul Unit al Marii Britanii și al Irlandei de Nord | [ 10 ]        |
| Z Island                                                                | Hiroshi Shinagawa                                    | Show Aikawa, Sawa Suzuki, Yūichi Kimura                                              | Japonia                                                        | [ 11 ]        |
| Sinister 2                                                              | Foy Ciaran                                           | James Ransone,Shannyn Sossamon                                                       | Statele Unite ale Americii                                     | [ 12 ] [ 13 ] |
| Turbo Kid                                                               | François Simard, Anouk Whissell, Yoann-Karl Whissell | Munro Chambers, Laurence Leboeuf, Michael Ironside, Aaron Jeffery                    | Canada                                                         |               |
| Before I Wake                                                           | Mike Flanagan                                        | Kate Bosworth, Thomas Jane                                                           | Statele Unite ale Americii                                     | [ 14 ]        |
| Corpse Party                                                            | Masafumi Yamada                                      | Rina Ikoma, Ryōsuke Ikeoka, Nozomi Maeda                                             | Japonia                                                        | [ 15 ] [ 16 ] |
| Ju-on: The Final                                                        | Masayuki Ochiai                                      | Airi Taira                                                                           | Japonia                                                        | [ 17 ]        |
| Martyrs                                                                 | Kevin and Michael Goetz                              | Bailey Noble, Troian Bellisario                                                      | Statele Unite ale Americii                                     | [ 18 ]        |
| The Visit                                                               |                                                      |                                                                                      |                                                                |               |
| The Boy Next Door                                                       |                                                      |                                                                                      |                                                                |               |
| The Gift 1. 2. 3. 4. 5. 6. 7. 8. 9. 10. 11. 12. 13. 14. 15. 16. 17. 18. |                                                      |                                                                                      |                                                                |               |